# Nino Manfredi
Pour les articles homonymes, voir Manfredi.
Nino Manfredi est un acteur, chanteur, réalisateur, scénariste, auteur et animateur de radio et de télévision italien, né le 22 mars 1921 à Castro dei Volsci et mort le 4 juin 2004 à Rome.
Il est l'une des vedettes de la comédie à l'italienne, à l'instar de Monica Vitti, Ugo Tognazzi, Marcello Mastroianni, Vittorio Gassman et Alberto Sordi. Au cours de sa carrière, il a remporté plusieurs prix, dont six David di Donatello, six Rubans d'argent et le prix de la première œuvre au festival de Cannes 1971 pour Miracle à l'italienne.

## Biographie

### Jeunesse
Saturnino Manfredi naît le 22 mars 1921 à Castro dei Volsci, un petit village de la vallée de Sacco (it) (alors dans la province de Rome, aujourd'hui dans la province de Frosinone). Il est l'aîné des deux fils de Romeo Manfredi et d'Antonina Perfili, tous deux issus de familles paysannes. Son père, engagé dans la police nationale, où il a atteint le grade de maresciallo, a été transféré à Rome au début des années 1930, où Nino et son jeune frère Dante ont grandi, passant leur enfance dans le quartier d'Appio-Latino, Via Alfredo Baccarini, dans la zone du ponte della ranocchia, non loin du parc de la Caffarella, puis Via Pozzuoli, près du quartier San Giovanni,.

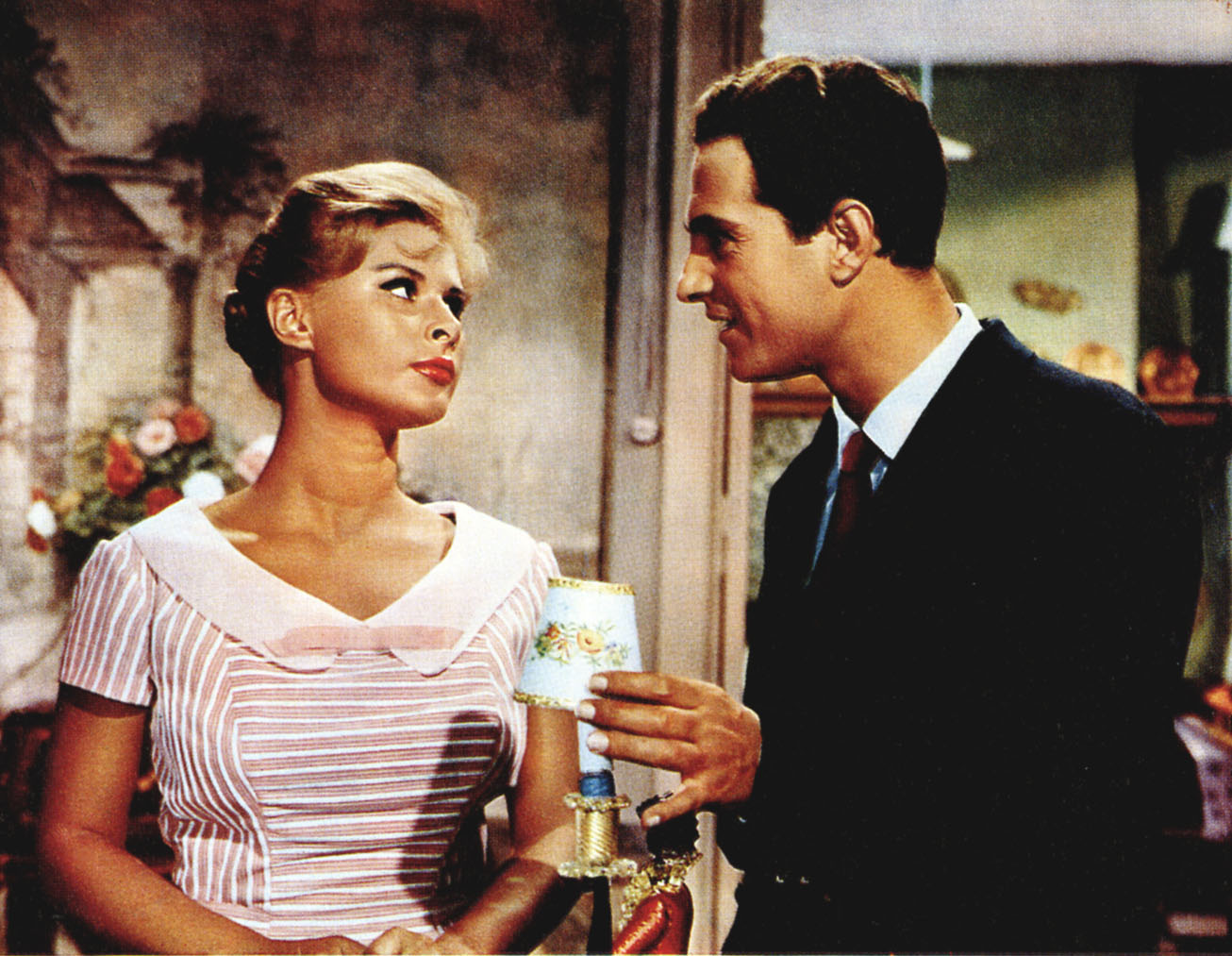
Avec Marisa Allasio dans Venise, la Lune et toi (1958).

Après l'école secondaire, il s'inscrit comme semi-pensionnaire au Collegio Santa Maria, d'où il s'échappe à plusieurs reprises, jusqu'à ce qu'il soit contraint de poursuivre ses études dans une école privée. En 1937, il tombe gravement malade, atteint d'une pleurésie bilatérale, et après qu'un médecin lui a donné seulement trois mois à vivre,,, il reste plusieurs années hospitalisé dans un sanatorium ; c'est là qu'il apprend à jouer d'un banjo qu'il a construit lui-même et qu'il entre dans l'orchestre de l'hôpital,. Après une représentation de la troupe de théâtre de Vittorio De Sica dans le même sanatorium, il commence à se passionner pour le théâtre.

### Débuts

#### Au théâtre

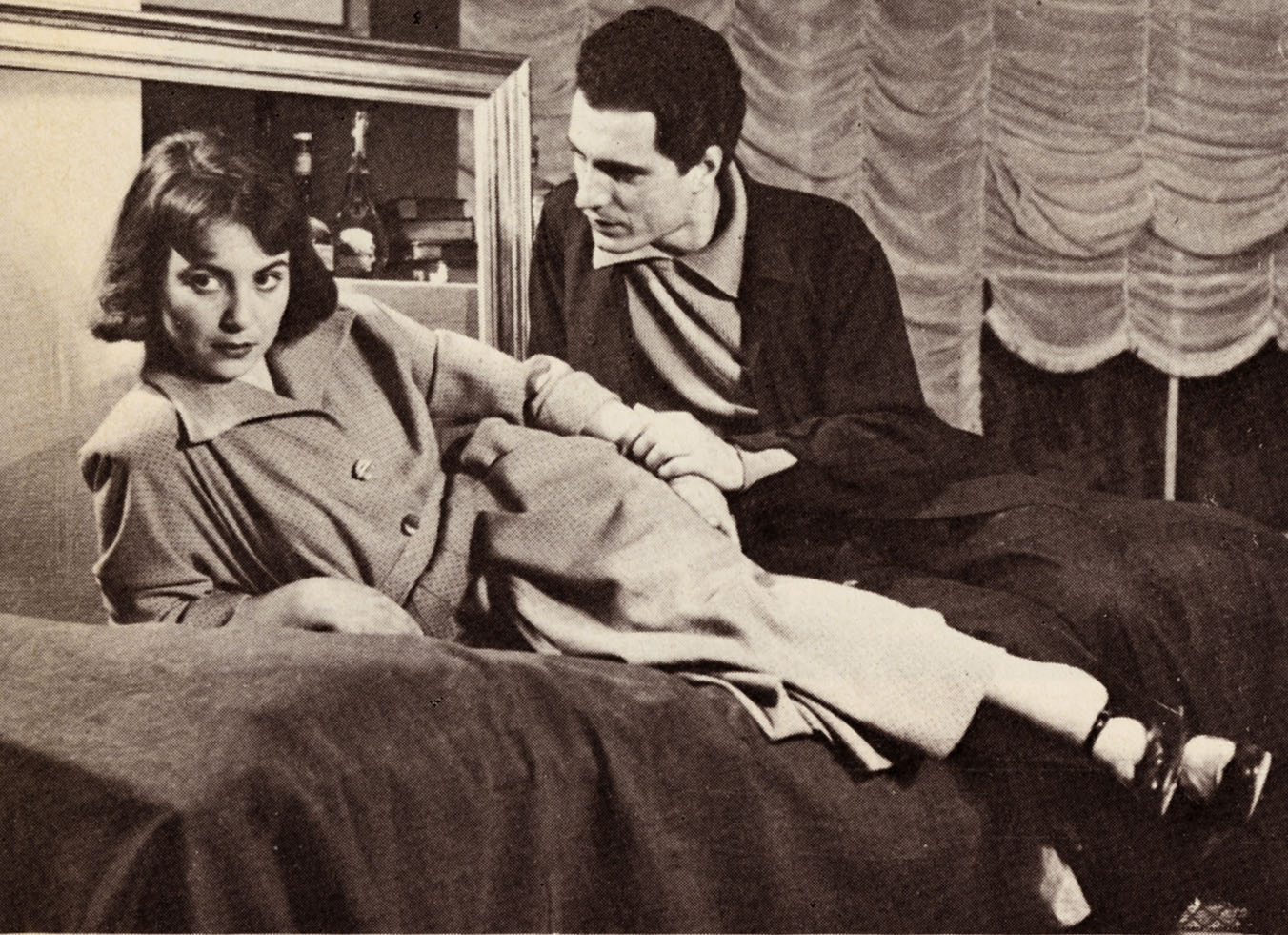
Fulvia Mammi et Nino Manfredi sur les planches du théâtre en 1947.

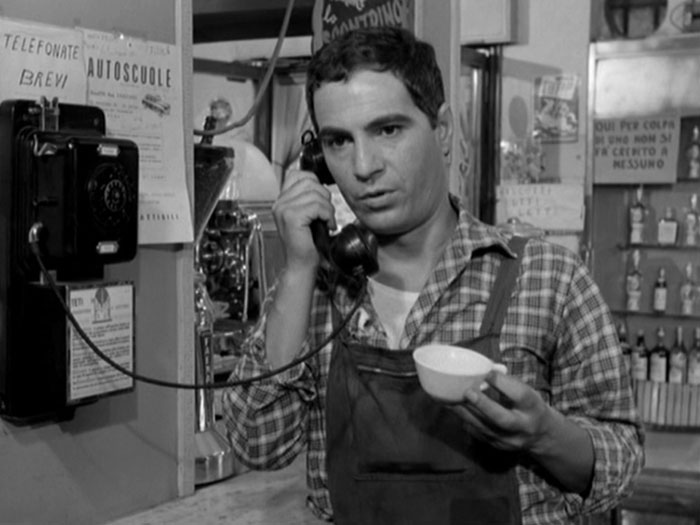
Dans Hold-up à la milanaise (1959).

Pour faire plaisir à sa famille, il s'inscrit en octobre 1941 à la faculté de Droit, mais dès la même année, il montre un intérêt et une propension pour les planches, en faisant ses débuts comme animateur et comédien dans le petit théâtre de la paroisse de la Nativité, Via Gallia. Après le 8 septembre 1943, pour éviter l'enrôlement, il se réfugie pendant un an avec son frère dans les montagnes au-dessus de Cassino ; il revient à Rome en 1944 et reprend ses études universitaires tout en s'inscrivant à l'Académie nationale d'art dramatique.
Il obtient son diplôme en octobre 1945 avec une thèse en droit pénal (92 points sur 110), mais n'a jamais exercé et, en juin 1947, il sort diplômé de l'académie ; À l'automne de la même année, il fait ses débuts au Teatro Piccolo di Roma (it), sous la direction de son professeur Orazio Costa (it), dans la compagnie Maltagliati-Gassman, accompagné de Tino Buazzelli, dans des pièces essentiellement dramatiques, souvent montés en première italienne, tels que Liliom de Ferenc Molnár, L'Aigle à deux têtes de Jean Cocteau, La Maison Monestier de Denys Amiel, Ils étaient tous mes fils d'Arthur Miller et Le démon s'éveille la nuit de Clifford Odets,.
Au cours de la saison 1948-1949, il joue au Piccolo Teatro di Milano, sous la direction de Giorgio Strehler, dans les drames shakespeariens Roméo et Juliette, La Tempête et Richard II, aux côtés de grands acteurs en prose tels que Giorgio De Lullo, Edda Albertini et Lilla Brignone. Au cours de la saison 1952-1953, il collabore avec le grand dramaturge Eduardo De Filippo en mettant en scène trois de ses pièces en un acte, Amicizia, I morti non fanno paura et Il successo del giorno, au Teatro Eliseo de Rome, aux côtés de Paolo Panelli et de Bice Valori.
Après avoir abandonné la prose, il forme à partir de 1951, avec ses condisciples Paolo Ferrari et Gianni Bonagura (it), un trio qui se produit avec succès d'abord dans des émissions de variétés radiophoniques, puis dans de nombreuses revues théâtrales et comédies musicales, à partir de la saison 1953-1954 avec Tre per tre... Nava de Marcello Marchesi, avec les sœurs Nava, puis dans la saison 1954-1955 avec Festival par Age-Scarpelli, Marcello Marchesi, Dino Verde et Orio Vergani, et enfin dans la saison 1956-1957 avec Gli italiani sono fatti così de Vittorio Metz, Marcello Marchesi et Dino Verde, avec le couple Billi et Riva et Wanda Osiris.
Au cours de ces années, il travaille également avec Corrado. Ses deux succès les plus significatifs sur scène furent cependant, plus tard, dans les comédies musicales Un trapezio per Lisistrata de Garinei et Giovannini (1958), aux côtés de Delia Scala, et, surtout, dans Rugantino toujours de Garinei et Giovannini (1962), avec Aldo Fabrizi et Bice Valori, qui fut également très apprécié en tournée aux États-Unis.

#### Au cinéma

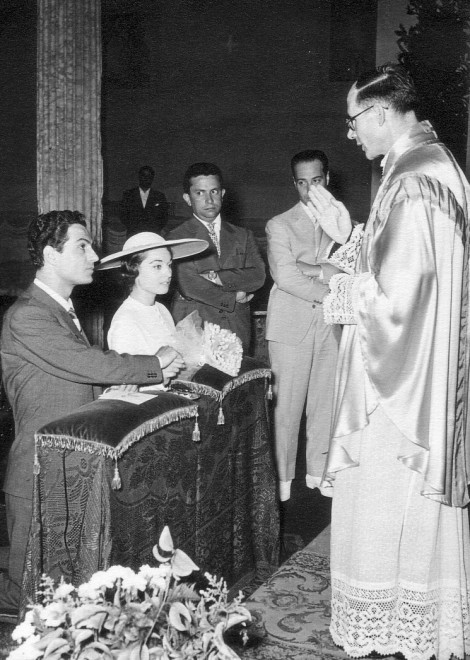
Mariage entre Nino Manfredi et Erminia Ferrari le 14 juillet 1955 en l'Église San Giovanni a Porta Latina à Rome.

Il débute au cinéma avec un premier film en 1949, Torna a Napoli de Domenico Gambino,, poursuit avec deux autres melodramma strappalacrime dans une veine napolitaine, Monastero di Santa Chiara de Mario Sequi (1949) et Anema e core de Mario Mattoli (1951), puis s'oriente vers la comédie musicale populaire. En 1955, il participe pour la première fois à deux grands films, Les Amoureux de Mauro Bolognini et Le Célibataire d'Antonio Pietrangeli avec Alberto Sordi et Sandra Milo. Le 14 juillet de la même année, il épouse le mannequin Erminia Ferrari, à laquelle il restera lié jusqu'à sa mort et dont il aura trois enfants : Roberta en 1956, Luca en 1958 et Giovanna en 1961,. Il joue également avec Totò et Peppino dans le film Totò, Peppino et la Danseuse de Camillo Mastrocinque (1956) ainsi que d'autres rôles principaux dans les comédies Caporal de semaine de Carlo Ludovico Bragaglia et Carmela è una bambola (it) de Gianni Puccini, toutes deux en 1958.
Parallèlement à son travail d'acteur, il s'est également essayé au métier de doubleur en langue italienne, prêtant sa voix, entre autres, aux Américains Robert Mitchum dans Surprise-partie (1944) de Joe May, à Bud Abbott dans Deux Nigauds en Afrique (1949) de Charles Barton, à Earl Holliman dans Planète interdite (1956) de Fred M. Wilcox, puis au Français Gérard Philipe dans Fanfan la Tulipe (1952) de Christian-Jaque et Les Belles de nuit (1952) de René Clair et, parmi les Italiens, à Franco Fabrizi dans Les Vitelloni (1953) de Federico Fellini, à Sergio Raimondi dans Piccola posta (1955) de Steno, à Antonio Cifariello dans La Belle de Rome (1955) de Luigi Comencini, à Renato Salvatori dans Un dimanche romain (1953) d'Anton Giulio Majano, où il est doublé par Corrado Mantoni, et à Marcello Mastroianni dans Paris est toujours Paris (1951) de Luciano Emmer.

#### À la télévision
Il fait ses débuts à la télévision en 1956 dans la série télévisée L'Alfiere (it), réalisée par Anton Giulio Majano ; en 1959, il obtient un grand succès public en participant à l'émission Canzonissima, réalisée par Antonello Falqui ; il y crée le personnage de « Bastiano, le barista de Ceccano », dont la rengaine « Fusse che fusse la vorta bbona » (surtout pour inviter à acheter un billet de loterie) entrera dans le langage courant,. Il réussit même à convaincre son ami Marcello Mastroianni, notoirement réticent à l'idée de passer à la télévision, de jouer avec lui dans un sketch.

### Les années 1960

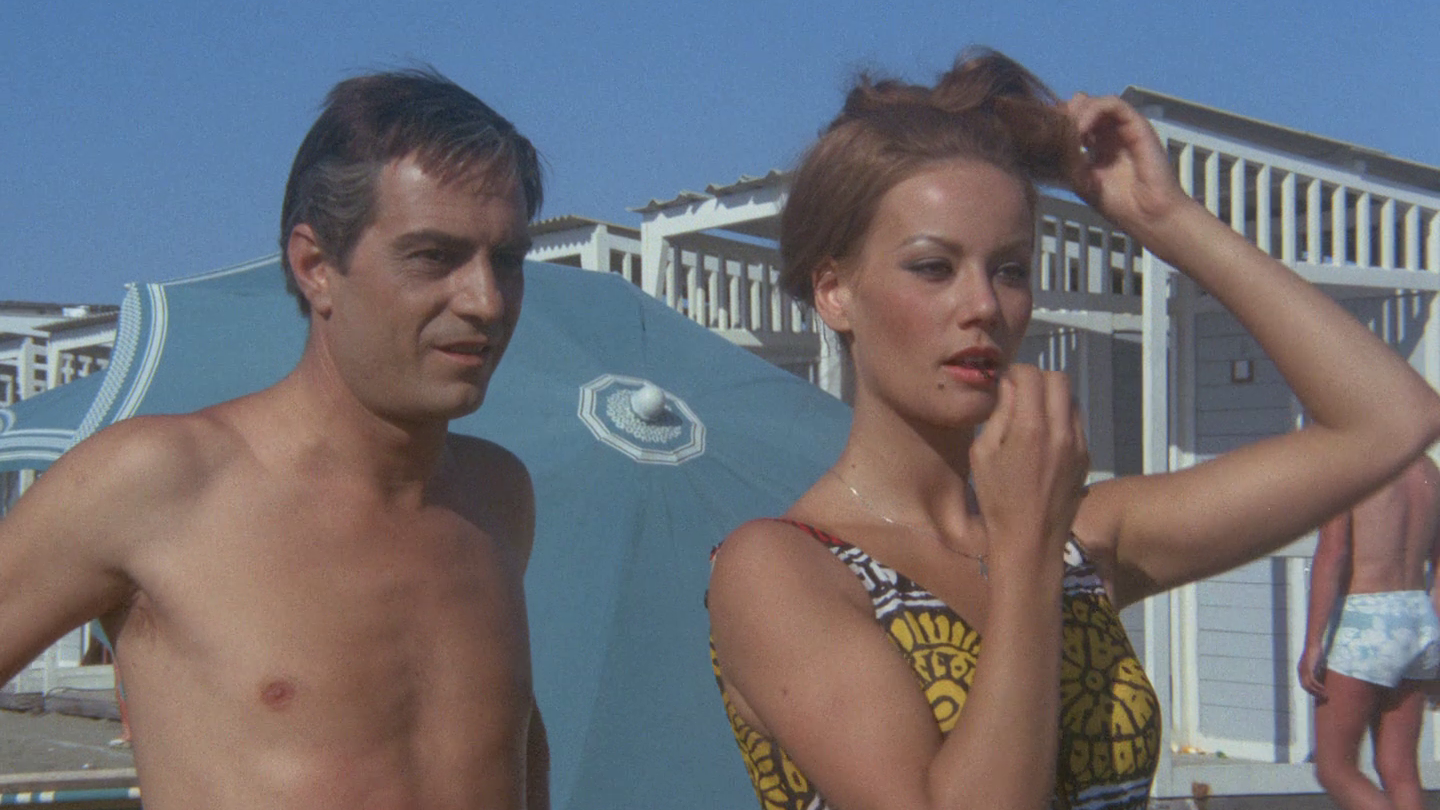
Avec Claudine Auger dans Jeux d'adultes (1967).

Fort de son succès télévisuel dans Canzonissima 1959, il est la même année l'un des acteurs principaux d'Hold-up à la milanaise de Nanni Loy, la suite du succès Le Pigeon réalisé par Mario Monicelli l'année précédente. Il est également appelé à prêter sa voix, avec l'accent ciociara du b« arrista de Ceccano », en tant que narrateur hors champ, dans le film de Mario Mattoli Totò, Fabrizi e i giovani d'oggi (1960). Toujours à partir de 1960, grâce à un second rôle dans le film L'impiegato de Gianni Puccini, il devient l'un des piliers de la comédie à l'italienne avec des rôles importants, tant comiques que burlesques et tragiques. En 1963, il participe au film La Fille de Parme d'Antonio Pietrangeli. Il joue le rôle de Dudù dans le film Opération San Gennaro (1966) réalisé par Dino Risi. La même année, il joue dans le film Moi, moi, moi et les autres d'Alessandro Blasetti et dans Une rose pour tous de Franco Rossi, une comédie dans laquelle il donne la réplique à Claudia Cardinale.

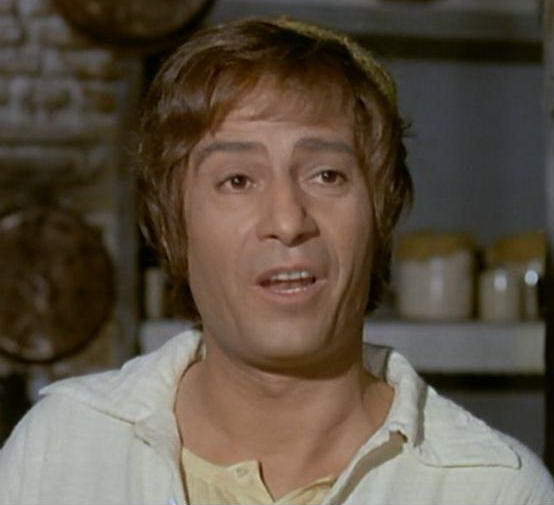
Dans Les Conspirateurs (1969).

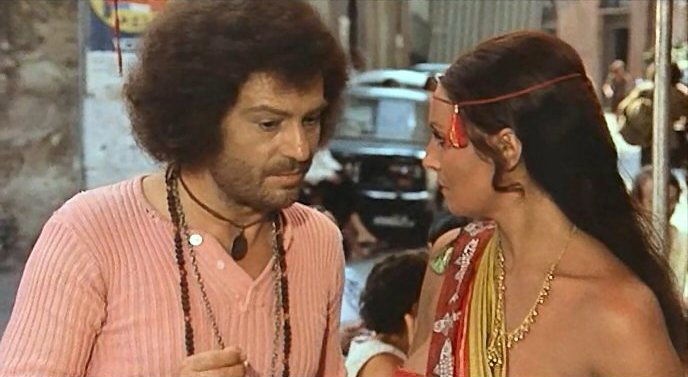
Avec Rosanna Schiaffino dans Trastevere (1971).

Il a interprété différents personnages, tels que le vendeur qu'on confond avec un hiérarque fasciste dans Les Années rugissantes (1962), le citoyen détruit par une bureaucratie impitoyable dans À l'italienne (1965) et le beau-frère de l'éditeur Alberto Sordi, désillusionné par la civilisation consumériste et devenu sorcier en Afrique dans Nos héros réussiront-ils à retrouver leur ami mystérieusement disparu en Afrique ? (1968) avec Bernard Blier ; la même année, il joue dans le film Fais-moi très mal mais couvre-moi de baisers avec Pamela Tiffin et Ugo Tognazzi. En 1969, il joue dans la comédie à sketches Une poule, un train... et quelques monstres avec Sylva Koscina, puis dans le film Les Conspirateurs de Luigi Magni, avec des acteurs renommés comme Alberto Sordi, Ugo Tognazzi et Claudia Cardinale. Dans ce film il interprète le personnage de l'épigrammatiste Pasquino, qui se moque du pouvoir temporel à l'époque du Risorgimento. Il réinterprètera le même personnage dans le téléfilm La notte di Pasquino (2003).

### Les années 1970

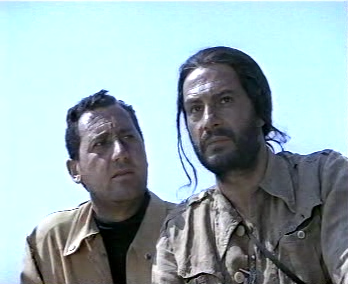
Avec Alberto Sordi dans Nos héros réussiront-ils à retrouver leur ami mystérieusement disparu en Afrique ? (1968).

Dans Trastevere (1971), il incarne un artiste psychédélique sans le sou, ex-agent policier de la brigade des stupéfiants, un travail qui l'a rendu dépendant de la drogue. En 1972, il incarne Gino Girolimoni, un photographe accusé à tort du meurtre de plusieurs fillettes, dans le film dramatique Girolimoni, il mostro di Roma, réalisé par Damiano Damiani.
Il fait son retour sur le petit écran en 1972, en « insufflant une fébrilité émouvante » au personnage de Geppetto, le père de Pinocchio, dans le téléfilm Les Aventures de Pinocchio de Luigi Comencini, aux côtés du duo d'humoristes Franco et Ciccio ainsi que de la vedette Gina Lollobrigida en fée turquoise.
En 1973, il incarne l'émigré italien en Suisse dans Pain et Chocolat et le concierge d'hôpital idéaliste dans Nous nous sommes tant aimés ; il tient un autre rôle important dans Affreux, sales et méchants en 1976 et retrouve le réalisateur Luigi Magni en 1977 dans Au nom du pape roi, où il interprète Monseigneur Colombo da Priverno, juge au tribunal du pape, qui, en pleine crise de conscience, se voit contraint de choisir entre le pouvoir établi, le pape roi, et les nouvelles exigences de liberté du peuple en révolte. On le retrouvera ensuite dans Café express en 1980. Il retrouvera le réalisateur Luigi Magni dans Au nom du peuple souverain en 1990, où il interprète le rôle de Ciceruacchio, un homme du peuple qui lutte et meurt pour la libération de Rome du pouvoir papal, un film qui clôt une trilogie, où les thèmes sont toujours le prix de la liberté et le patriotisme, non pas rhétorique, mais d'idéal, où il s'agit de faire revivre, plus que de se souvenir, les hommes et les femmes qui se sont battus pour l'unification de l'Italie,,.

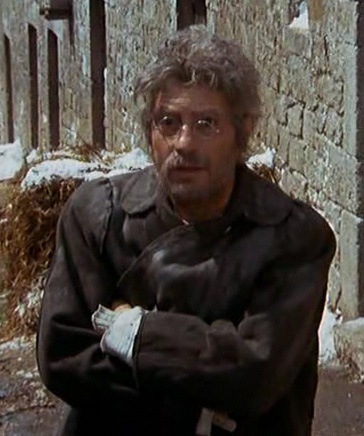
Dans Les Aventures de Pinocchio (1972).

En tant qu'acteur, il a remporté cinq Rubans d'argent et cinq David di Donatello. Nino Manfredi vouait une véritable passion à son métier d'acteur et la petite histoire raconte qu'il posait tant de questions sur les tournages, qu'un jour un réalisateur excédé avait changé le panneau « Silence on tourne » par « Silence Manfredi ». Pour Ettore Scola, qui travailla plusieurs fois avec lui, il représentait : « le petit bonhomme italien, sympathique, pas très intelligent, mais astucieux (...), celui qui est né pour être victime mais qui ne le devient pas à cause de sa richesse intérieure ».

### Mise en scène au cinéma et au théâtre

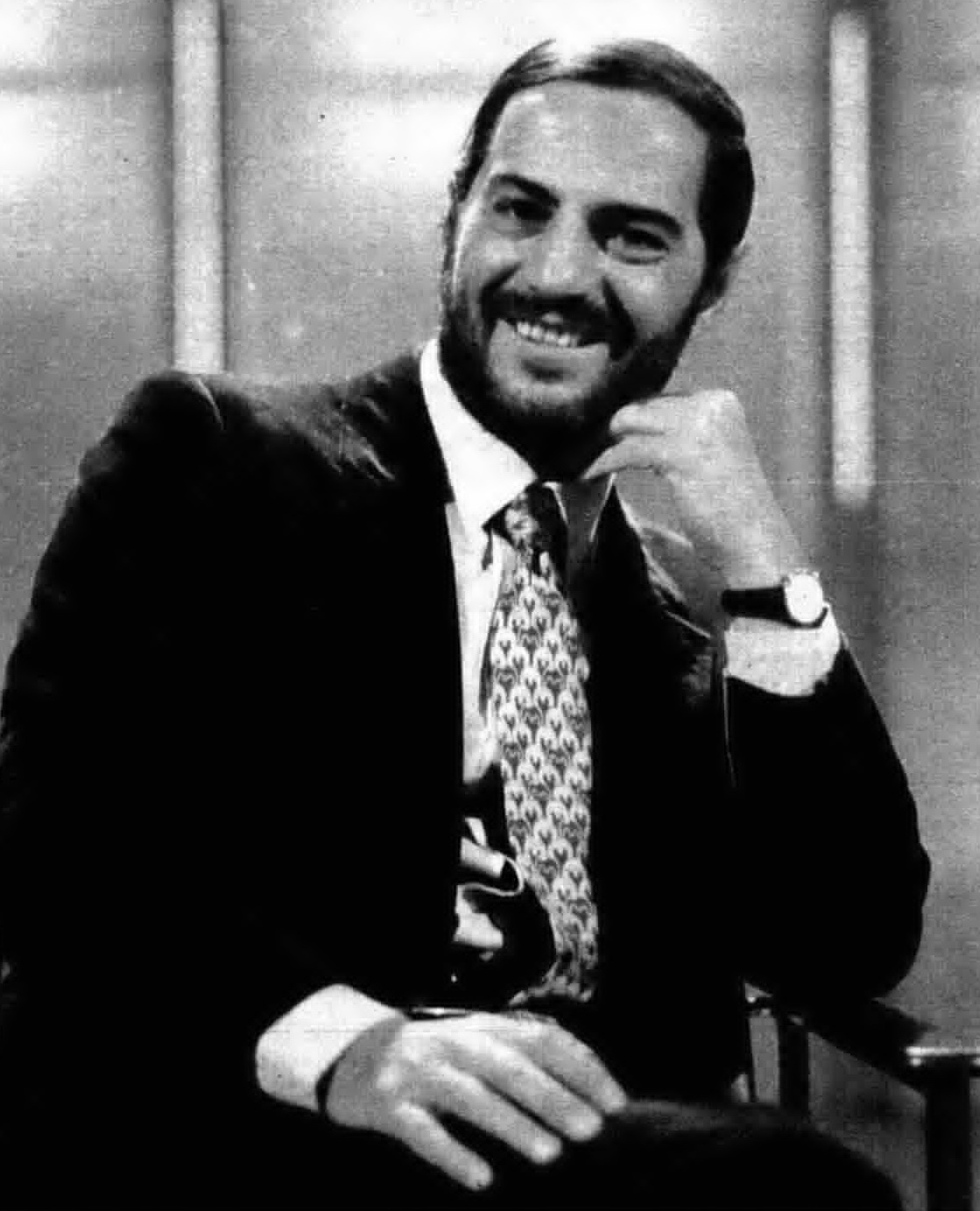
Manfredi en 1969.

En 1962, il passe également pour la première fois derrière la caméra avec L'Aventure d'un soldat, un épisode du film Les Amours difficiles adapté du roman éponyme d'Italo Calvino, une histoire décrivant l'éclosion d'un amour entre un soldat et une veuve (Fulvia Franco) dans un compartiment de train, le tout joué dans le silence à grand renfort de mimiques,. Sa deuxième réalisation est le long métrage autobiographique Miracle à l'italienne (1971), une satire anticléricale qui lui vaut le Prix de la première œuvre au Festival de Cannes 1971 et le Ruban d'argent du meilleur sujet ; le film, en plus d'être plébiscité par la critique, est le film le plus regardé de la saison avec 9 590 432 entrées au box-office Italie 1970-1971. Il en réalisera un troisième en 1981, Nu de femme, dont le thème est également hérité d'Alberto Lattuada, qui l'avait commencé, et qui traite de la crise d'identité d'un homme qui découvre un double apparemment parfait de sa femme, au caractère joyeux et décomplexé, alors que sa femme est sérieuse et posée.
Il revient sur scène à la fin des années 1980, dans les comédies qu'il a écrites et mises en scène, Gente di facili costumi (1988) et Viva gli sposi! (1989, destinée à l'origine à une adaptation cinématographique), et qu'il a également tournées à plusieurs reprises au cours de la décennie suivante.
Sa prudence dans le traitement des sujets religieux, en dépeignant les tourments intimes des protagonistes sans être excessivement provocateur, lui a attiré la sympathie de tous (catholiques et anticléricaux) envers ses personnages et lui a valu l'estime et l'invitation du pape Jean-Paul II pour une représentation au Vatican d'une pièce de théâtre pour la jeunesse écrite par le pape lui-même. Lorsque le pontife lui demanda son avis, Manfredi observa, avec une certaine réticence, que c'était une bonne chose qu'il n'ait pas continué à être dramaturge, sinon nous aurions perdu un grand pape. Le pontife a accueilli cette remarque par un grand éclat de rire.

### Autres activités

#### Musique

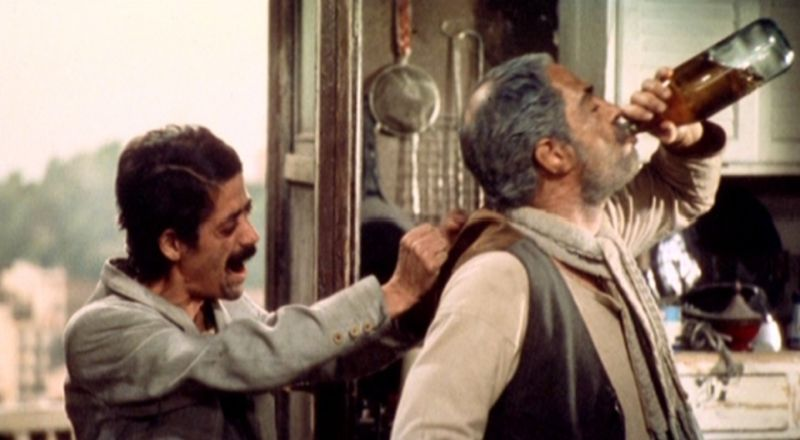
Manfredi (à droite) dans Affreux, sales et méchants (1976).

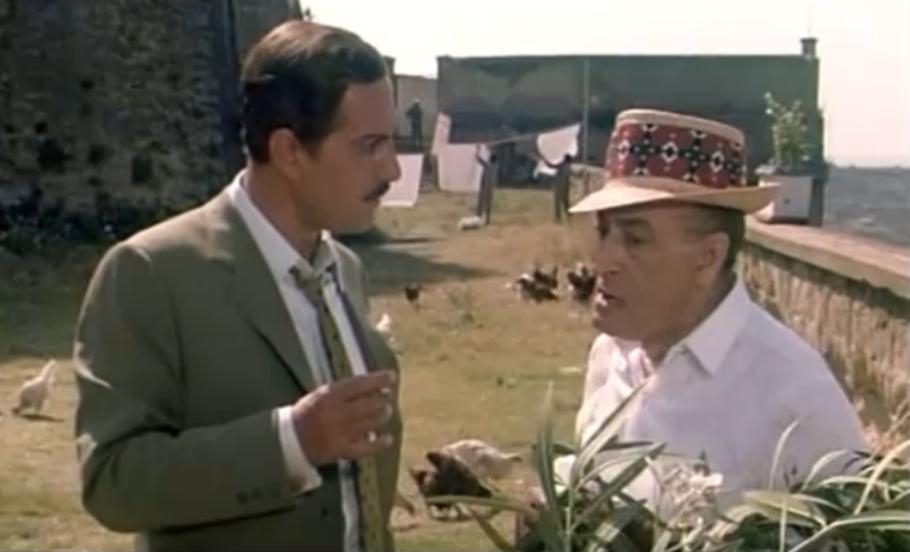
Avec Totò dans Opération San Gennaro (1966).

Très actif à la radio, invité d'honneur d'émissions en tous genres, il se produit également, avec succès, en tant que chanteur : en 1970, sa version de la chanson classique d'Ettore Petrolini, Tanto pe' cantà (datant de 1932), atteint le sommet du palmarès musical. Plus tard, Me pizzica... me mozzica, extrait de son film Miracle à l'italienne (1971) et, la même année, M'è nata all'improvviso 'na canzone, puis Tarzan lo fa (1978), La pennichella (1980), La frittata, chantée alors qu'il est de passage au festival de Sanremo 1982, et Canzone pulita, chantée alors qu'il est de passage au festival de Sanremo 1983, accompagné de cinquante enfants, remportent également un grand succès. La même année, il interprète la chanson Che bello sta' con te, incluse dans la bande originale (dans le générique de fin) du film Questo e quello de Sergio Corbucci.

#### Publicité
Manfredi a également connu une grande popularité en tant que ambassadeur publicitaire. Il fait ses débuts en 1957 avec une série de Caroselli pour Bacio Perugina et Caramelle Rossana et, à partir de ce moment-là, sa présence dans des publicités sera régulière. Parmi ses Caroselli les plus connus figurent ceux de la Pizzaiola Locatelli, pour laquelle, en 1961, il joue aux côtés de Giovanna Ralli dans la série Ufficio ricerche idee originali televisive, écrite par Garinei et Giovannini, dans laquelle les deux acteurs incarnent deux créateurs à la recherche d'une idée publicitaire originale, et pour l'entreprise d'électronique américaine Philco, pour laquelle il joue, entre 1963 et 1965, dans une longue série intitulée L'audace colpo del solito ignoto, qui reprend les thèmes et les situations des films presque homonymes Le Pigeon (I soliti ignoti) et Hold-up à la milanaise (Audace colpo dei soliti ignoti) et qui met en scène un Manfredi malchanceux et maladroit dans le rôle d'un voleur.

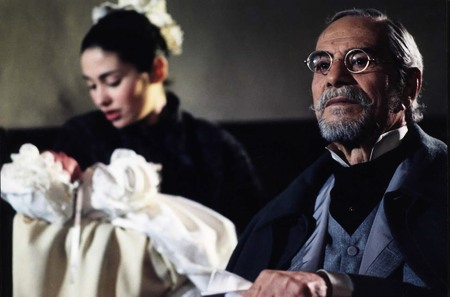
Avec Patricia Cecconi au théâtre.

Dans ce domaine, il a connu son plus grand succès grâce à sa longue association avec Lavazza, pour laquelle Manfredi a joué de 1977 à 1993 (d'abord sous la direction du réalisateur Luciano Emmer et, à partir de 1982, sous celle de son fils Luca), aux côtés de sa grand-mère Nerina Montagnani et, plus tard, des aides ménagères Gegia, dans une longue série de publicités populaires où il a popularisé les deux slogans bien connus « Più lo mandi giù e più ti tira su! » (litt. « Plus on avale, plus ça remonte le moral ») et « Il caffè è un piacere, se non è buono che piacere è? » (litt. « Le café est un plaisir, s'il n'a pas bon goût, où est le plaisir ? »). Parmi ses engagements les plus récents, il s'est particulièrement illustré lorsqu'en 1999, il a été choisi pour promouvoir, à travers une série de spots publicitaires financés par le ministère du Trésor, le passage de la lire à l'euro. En 1999, il enregistre Non lasciare Roma (litt.« Ne quittez pas Rome »), une chanson à l'histoire étrange, née au milieu des années 1970 avec Mario Panzeri, qui l'a conçue et développée à la fin des années 1980 avec Grottoli et Vaschetti, mais qui est restée inachevée. En 1997, Franco Fasano en est tombé amoureux et l'a achevée, confiant l'arrangement à Claudio Zitti, qui l'a fait écouter à Nino Manfredi, qui a immédiatement voulu l'enregistrer. La chanson est finalement sortie le 16 décembre 2014.

### Dernières années

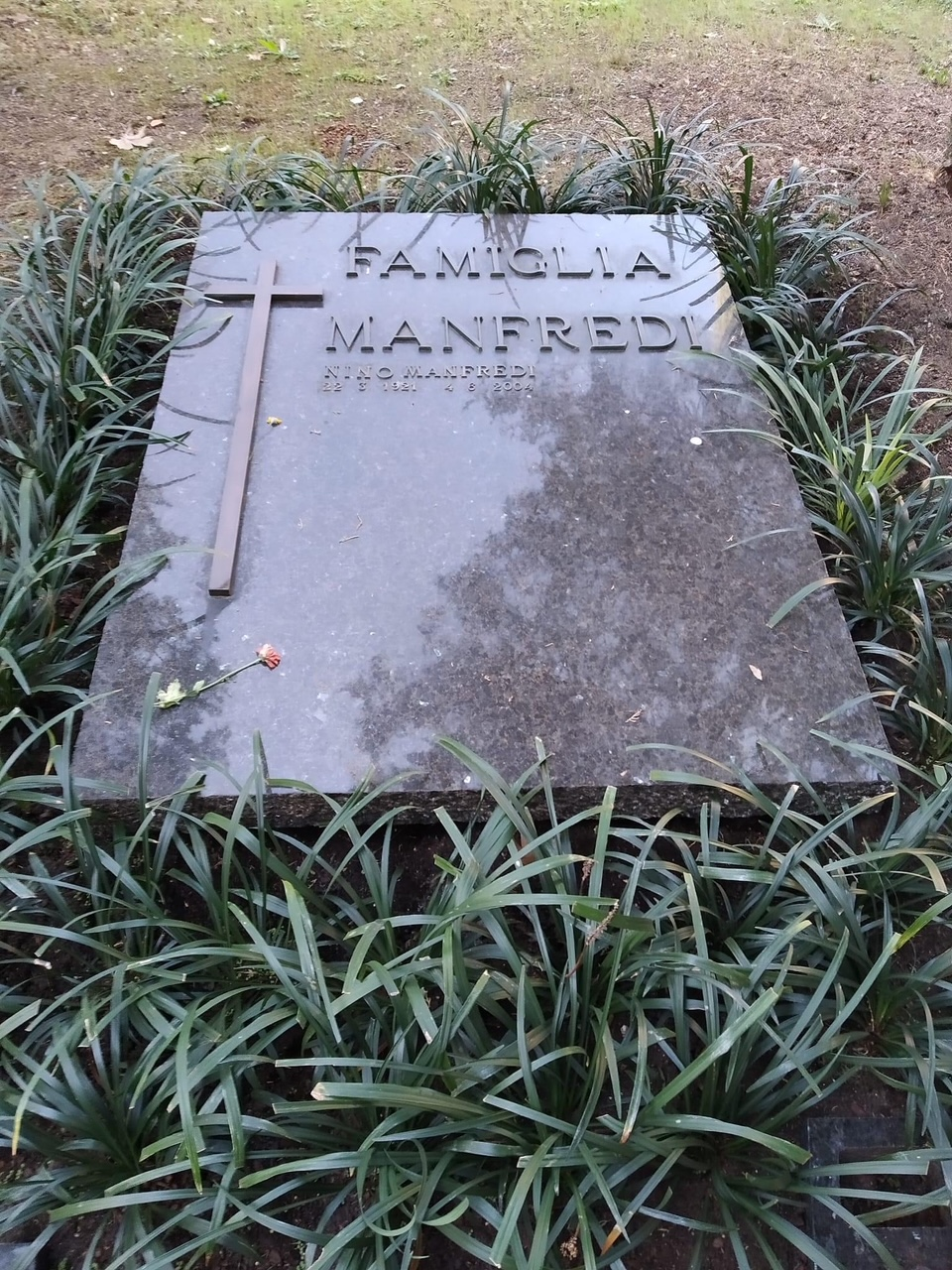
Tombe de Nino Manfredi au cimetière communal monumental de Campo Verano à Rome en 2023.

À partir de 1990, il joue dans de nombreuses fictions télévisées, réalisées pour la plupart par son gendre Alberto Simone et son fils Luca ; il s'agit toujours de personnages d'une grande humanité, comme le commissaire Franco Amidei dans Un commissaire à Rome (it) (1993) et, surtout, le brigadier Saturnino Fogliani dans la série télévisée Linda e il brigadiere (it) (1997-2000), aux côtés de Claudia Koll dans la première et la deuxième saison et de Caterina Deregibus (it) dans la troisième.
Son dernier rôle fut celui de Galapago dans le film La luz prodigiosa, réalisé par Miguel Hermoso et sorti en Italie après la mort de Manfredi. Il y incarne un inconnu amnésique, sauvé de la mort par un berger pendant la guerre civile espagnole de 1936 et hospitalisé pendant quarante ans dans un asile ; finalement, grâce à des recherches, on découvre son identité : celle du poète Federico García Lorca, que le film imagine comme ayant survécu à la fusillade des franquistes. Une interprétation saluée par la critique : sèche, dépouillée et essentielle, presque muette, faite uniquement de regards fixes, qui lui a valu le St. George d'or au Festival international du film de Moscou 2003.
Le 7 juillet 2003, immédiatement après la fin du tournage, il est victime d'un accident vasculaire cérébral à son domicile de Rome. Son état est critique et il est transporté d'urgence à l'hôpital Santo Spirito. En septembre, une nette amélioration lui permet de rentrer chez lui, mais en décembre, il est victime d'une nouvelle hémorragie cérébrale. Admis cette fois au nouvel hôpital Regina Margherita, il ne se remettra jamais complètement, passant six mois dans une alternance continue d'amélioration et de détérioration.
Il meurt le 4 juin 2004 à 83 ans à Rome. La mort d'Alberto Sordi à presque 83 ans en février 2003 avait déjà suscité beaucoup d'émotion dans la péninsule.
La chambre funéraire est installée dans la salle de la protomothèque du palais sénatorial du Capitole. Après les funérailles, qui ont eu lieu le 7 juin dans l'église des Artistes de la Piazza del Popolo, en présence d'environ 2 000 personnes, dont des personnalités du monde politique et du spectacle et des gens ordinaires, l'acteur a été enterré au cimetière de Verano à Rome.

### Vie privée
Manfredi a été marié au mannequin Erminia Ferrari de 1955 à sa mort. Le couple a eu un fils, Luca (réalisateur de cinéma et de télévision), et deux filles, Roberta (actrice, présentatrice de télévision et productrice) et Giovanna. Il a eu une autre fille, Tonina, d'une traductrice bulgare rencontrée à Sofia et qu'il a ensuite nié avoir connue. Selon Erminia Ferrari, Manfredi a finalement « dû reconnaître sa fille, mais c'est à moi qu'est revenue la tâche ingrate d'aller en Bulgarie pour régler la situation. Après, la fille a réclamé sa part d'héritage ».
Dès son plus jeune âge, Manfredi souffre d'une maladie biliaire qui le contraint à un régime alimentaire très strict, ses repas se résumant souvent à un thé léger ou à un café d'orge. Il est athée,. Actif dans le bénévolat, il est nommé ambassadeur de bonne volonté de l'UNICEF en 1991.

#### Engagement politique
Lors des élections parlementaires italiennes de 1992, Manfredi a donné l'impression pendant quelques jours qu'il avait accepté une candidature à la Chambre des députés avec la liste Bonino-Pannella. Selon Manfredi lui-même, il avait refusé quelques années auparavant une offre semblable d'Enrico Berlinguer. Quelques jours plus tard, l'acteur change d'avis et renonce in extremis à sa carrière politique avec les radicaux,. En 1970, Manfredi avait également enregistré, avec Gianni Bonagura, un disque de propagande pour le Parti socialiste italien.

## Théâtre
- 1946 : La Famille de l'antiquaire ou La Belle-Mère et la bru (La famiglia dell'antiquario ossia La suocera e la nuora) de Carlo Goldoni, mise en scène d'Alfredo Zennaro, Teatro Quirino de Rome
- 1946 : Woyzeck de Georg Büchner, mise en scène d'Ettore Gaipa, Teatro Eliseo de Rome
- 1947 : L'Éventail (Il ventaglio) de Carlo Goldoni, mise en scène d'Alfredo Zennaro, Teatro Quirino de Rome
- 1947 : Quelli de Stralsund de Fritz Stavenhagen, mise en scène d'Ettore Gaipa, Teatro Valle de Rome
- 1947 : L'uomo e il fucile de Sergio Sollima, mise en scène de Luigi Squarzina
- 1948 : Richard II de Shakespeare, mise en scène de Giorgio Strehler, Piccolo Teatro di Milano
- 1948 : Roméo et Juliette (Romeo and Juliet), de Shakespeare, mise en scène de Renato Simoni et Giorgio Strehler, Théâtre romain de Vérone
- 1949 : Venezia salva de Massimo Bontempelli, mise en scène de Orazio Costa, La Fenice, Venise
- 1950 : Liliom, de Ferenc Molnár, mise en scène de Orazio Costa, Piccolo Teatro della Città de Rome
- 1950 : La Nuit des rois, ou Ce que vous voudrez (Twelfth Night, Or What You Will) de Shakespeare, mise en scène d'Orazio Costa, Castello di San Giusto pour le Teatro Verdi de Trieste
- 1951 : Les Piliers de la société (Samfundets Støtter) de Henrik Ibsen, mise en scène de Orazio Costa, Teatro delle Arti de Rome
- 1953 : Tre per tre... Nava, revue de Faele, Mario Ferretti, Carlo Silva et Italo Terzoli, mise en scène de Marcello Marchesi, Teatro Sistina de Rome
- 1954 : Festival, revue de Age, Scarpelli, Marcello Marchesi, Dino Verde et Orio Vergani, orchestre d'Armando Trovajoli, mise en scène de Luchino Visconti, Teatro Nuovo di Milano (it)
- 1957 : Gli italiani sono fatti così, revue de Vittorio Metz, Marcello Marchesi et Dino Verde, mise en scène de Marcello Marchesi, Théâtre lyrique de Milan
- 1958 : Un trapezio per Lisistrata, comédie musicale de Garinei et Giovannini, musique de Gorni Kramer, avec Delia Scala, Nino Manfredi, Paolo Panelli, Mario Carotenuto, Eliana Silli, Ave Ninchi et Quartetto Cetra, Teatro Sistina de Rome, 24 ottobre 1958.
- 1962 : Rugantino, comédie musicale de Pietro Garinei, Sandro Giovannini, Pasquale Festa Campanile, Massimo Franciosa e Luigi Magni, musiche de Armando Trovajoli, con Nino Manfredi, Lea Massari, Aldo Fabrizi, Bice Valori, Marisa Belli, Toni Ucci, Fausto Tozzi, Carlo Delle Piane, Lando Fiorini et Luciano Bonanni, Teatro Sistina de Roma[65].

## Filmographie

### Cinéma

#### En tant qu'acteur
- 1949 : Torna a Napoli de Domenico Gambino : Francisco
- 1949 : Monastero di Santa Chiara de Mario Sequi : Enrico
- 1951 : Anema e core de Mario Mattoli : Enrico
- 1952 : La Prisonnière de la tour de feu (Prigioniera della torre di fuoco) de Giorgio Walter Chili : Stornello
- 1952 : Viva il cinema! d'Enzo Trapani et Giorgio Baldaccini : l'ami de Tonino
- 1953 : Chansons, chansons, chansons (Canzoni, canzoni, canzoni) de Domenico Paolella
- 1953 : Un dimanche romain (La domenica della buona gente) d'Anton Giulio Majano : Lello
- 1953 : J'ai choisi l'amour (Ho scelto l'amore) de Mario Zampi
- 1954 : Ridere! Ridere! Ridere! d'Edoardo Anton : l'homme qui ne veut pas payer
- 1955 : Non scherzare con le donne de Giuseppe Bennati : le supporteur de cyclisme
- 1955 : Prisonniers du mal (Prigionieri del male) de Mario Costa : Mario Giorgi
- 1955 : Le Célibataire (Lo scapolo) d'Antonio Pietrangeli : Peppino
- 1956 : Totò, Peppino et la Danseuse (Totò, Peppino e... la malafemmina) de Camillo Mastrocinque : Raffaele
- 1956 : Les Amoureux (Gli innamorati) de Mauro Bolognini : Othello
- 1956 : Guardia, guardia scelta, brigadiere e maresciallo, de Mauro Bolognini : Paolo
- 1956 : Amours de vacances (Tempo di villeggiatura) d'Antonio Racioppi : Carletto
- 1957 : Susanna à la crème (Susanna tutta panna) de Steno : un voleur
- 1957 : Femmine tre volte de Steno : Nando Martinoni
- 1958 : Hold-up à la milanaise (Audace colpo dei soliti ignoti) de Nanni Loy : Ugo Nardi
- 1958 : Caporal de semaine de Carlo Ludovico Bragaglia : caporal Enea Serafini
- 1958 : Carmela è una bambola (it) de Gianni Puccini : Antonio Improta, dit « Totò »
- 1958 : Voyage de plaisir (Camping) de Franco Zeffirelli : Nino Corradi
- 1958 : Le Gendarme, le Voleur et la Bonne de Steno : Otello Cucchiaroni
- 1958 : Sérénade au canon (Pezzo, capopezzo e capitano) de Wolfgang Staudte : le pilote
- 1958 : Adorabili e bugiarde (it) de Nunzio Malasomma : Mario
- 1958 : Venise, la Lune et toi (Venezia, la luna e tu) de Dino Risi : Toni
- 1958 : Double Vie (it) (Il bacio del sole) de Siro Marcellini
- 1959 : I ragazzi dei Parioli de Sergio Corbucci : Giuseppe Spallotta
- 1959 : L'impiegato de Gianni Puccini : Ferdinando Guida

- 1960 : Les Pilules d'Hercule (Le pillole di Ercole) de Luciano Salce : docteur Nino Pasqui
- 1960 : Chacun son alibi (Crimen) de Mario Camerini : Quirino Filonzi
- 1960 : Totò, Fabrizi e i giovani d'oggi de Mario Mattoli : narrateur
- 1961 : Le Carabinier à cheval (Il carabiniere a cavallo) de Carlo Lizzani : Franco Bartolucci
- 1961 : Le Jugement dernier (Il giudizio universale)  de Vittorio De Sica : le serveur
- 1961 : À cheval sur le tigre (A cavallo della tigre) de Luigi Comencini : Giacinto Rossi
- 1962 : Les Années rugissantes (Gli anni ruggenti) de Luigi Zampa : Omero Battifiori
- 1962 : Un beau châssis (I motorizzati) de Camillo Mastrocinque : Nino Borsetti
- 1963 : Les Amours difficiles (L'amore difficile), sketch  l'Aventure d'un soldat de lui-même : un soldat
- 1963 : Le Bourreau (El verdugo) de Luis García Berlanga : José Luis Rodríguez, el enterrador
- 1963 : La Fille de Parme (La parmigiana) d'Antonio Pietrangeli : Nino Meciotti
- 1963 : I cuori infranti (it), segment ... E vissero felici de Gianni Puccini : Quirino
- 1964 : Haute Infidélité (Alta infedeltà), segment Scandaloso de Franco Rossi : Francesco
- 1964 : Le Gaucho (Il gaucho) de Dino Risi : Stefano
- 1964 : Contre-sexe (Controsesso)
  - segment Cocaina di domenica de Franco Rossi : Sandro Cioffi
  - segment Una donna d'affari de Renato Castellani : Andrea Spadini
- 1965 : À l'italienne (Made in Italy) de Nanni Loy, segment L'État, l'Église et le citoyen : Attilio Lamborecchia
- 1965 : Les Complexés (I complessi) de Franco Rossi et Dino Risi, segment Une giornata decisiva : Quirino Raganelli
- 1965 : Les Poupées (Le bambole) de Luigi Comencini et Franco Rossi : Giorgio
- 1965 : Questa volta parliamo di uomini de Lina Wertmüller
  - segment Un uomo d'onore : Federico
  - segment Il lanciatore di coltelli : Morgas
  - segment Un uomo superiore : Raffaelle
  - segment Un brav'uomo : Salvatore
- 1965 : Thrilling, segment Il vittimista d'Ettore Scola : Nanni Galassi
- 1965 : Je la connaissais bien (Io la conoscevo bene) d'Antonio Pietrangeli : Cianfanna
- 1966 : Opération San Gennaro (Operazione San Gennaro) de Dino Risi : Armanduccio Girasole, dit « Dudù »
- 1966 : Moi, moi, moi et les autres (Io, io, io... e gli altri) d'Alessandro Blasetti : Millevache
- 1966 : Adulterio all'italiana de Pasquale Festa Campanile : Franco Finali
- 1967 : Une rose pour tous (Una rosa per tutti)  de Franco Rossi : le docteur
- 1967 : Jeux d'adultes (Il padre di famiglia) de Nanni Loy : Marco
- 1968 : Nos héros réussiront-ils à retrouver leur ami mystérieusement disparu en Afrique ? (Riusciranno i nostri eroi a ritrovare l'amico misteriosamente scomparso in Africa?) d'Ettore Scola : Oreste Sabatini
- 1968 : Les Russes ne boiront pas de Coca-Cola (Italian Secret Service) de Luigi Comencini : Natale Tartufato, dit « Capellone »
- 1968 : Fais-moi très mal mais couvre-moi de baisers (Straziami, ma di baci saziami), de Dino Risi : Marino Balestrini
- 1969 : Les Conspirateurs (Nell'anno del signore) de Luigi Magni : Cornacchia
- 1969 : Une poule, un train... et quelques monstres (Vedo nudo) de Dino Risi : Cacopardo / Angelo Perfili / Ercole / voyeur / technicien du téléphone / Maurizio / Nanni

- 1970 : Rosolino Paternò, soldato... de Nanni Loy : Rosolino Paternò
- 1970 : Contestation générale (Contestazione generale) de Luigi Zampa : Beretta
- 1970 : Miracle à l'italienne (Per grazia ricevuta) de lui-même : Benedetto Parisi
- 1971 : Trastevere de Fausto Tozzi : Carmelo Mazzullo, alias Nestore Di Cosimo
- 1971 : Scandale à Rome (Roma bene) de Carlo Lizzani : commissaire Quintilio Tartamella
- 1971 : La Betìa ovvero in amore, per ogni gaudenza, ci vuole sofferenza de Gianfranco De Bosio : Nale
- 1972 : Girolimoni, il mostro di Roma de Damiano Damiani : Gino Girolimoni
- 1972 : Lo chiameremo Andrea de Vittorio De Sica : Paolo Antonazzi
- 1973 : Pain et Chocolat (Pane e cioccolata) de Franco Brusati : Giovanni Garofili, dit « Nino »
- 1974 : Nous nous sommes tant aimés (C'eravamo tanto amati) d'Ettore Scola : Antonio
- 1976 : Attenti al buffone d'Alberto Bevilacqua : Marcello Ferrari
- 1976 : Affreux, sales et méchants (Brutti, sporchi e cattivi) d'Ettore Scola : Giacinto Mazzatella
- 1976 : Gardez-le pour vous (Basta che non si sappia in giro)
  - segment Il superiore de Luigi Magni : Enzo Lucarelli, le geôlier
  - segment L'equivoco de Nanni Loy : Paolo Gallizzi, le comptable célibataire
- 1976 : Mesdames et messieurs, bonsoir (Signore e signori, buonanotte) de Luigi Comencini, Nanni Loy, Luigi Magni, Mario Monicelli et Ettore Scola : Cardinal Felicetto de li Caprettari
- 1976 : La Fiancée de l'évêque (Quelle strane occasioni), segment Il cavalluccio svedese de Luigi Magni : Antonio Pecoraro
- 1977 : Au nom du pape roi (In nome del Papa Re) de Luigi Magni : Monseigneur Colombo da Privano
- 1978 : Le Pot de vin (La mazzetta) de Sergio Corbucci : Sasà Jovine
- 1979 : Un jouet dangereux (Il giocattolo) de Giuliano Montaldo : Vittorio Barletta
- 1979 : Gros-Câlin de Jean-Pierre Rawson : Parisi

- 1980 : Café express de Nanni Loy : Michele Abbagnano
- 1981 : Nu de femme (Nudo di donna) de lui-même : Sandro
- 1982 : Spaghetti House (it) de Giulio Paradisi : Domenico Ceccacci
- 1982 : Testa o croce de Nanni Loy, segment Il beduino : le bédouin
- 1983 : Questo e quello de Sergio Corbucci
  - segment Questo... amore impossibile : le docteur
  - segment Quello... col basco rosso : Alessandro Cipollini, dit « Dado »
- 1986 : Il tenente dei carabinieri (it) de Maurizio Ponzi : colonel Vinci
- 1986 : Grandi magazzini de Castellano et Pipolo : Marco Salviati
- 1987 : Helsinki-Napoli (Helsinki Napoli All Night Long) de Mika Kaurismäki : le grand-père
- 1987 : Une catin pour deux larrons (I picari) de Mario Monicelli : l'aveugle
- 1987 : Selon Ponce Pilate (Secondo Ponzio Pilato) de Luigi Magni : Ponce Pilate

- 1990 : Au nom du peuple souverain (In nome del popolo sovrano) de Luigi Magni : Angelo Brunetti dit « Ciceruacchio »
- 1990 : Alberto Express d'Arthur Joffé : le père d'Alberto
- 1991 : Mima de Philomène Esposito : le grand-père
- 1994 : Coup de lune (Colpo di luna) d'Alberto Simone (it) : Salvatore
- 1995 : Le Hollandais volant (nl) (De Vliegende Hollander) de Jos Stelling : Campanelli
- 1998 : Grazie di tutto de Luca Manfredi : Pietro

- 2000 : La carbonara de Luigi Magni : le cardinal
- 2001 : Una milanese a Roma (it) de Diego Febbraro (it) : Giordano
- 2002 : Apri gli occhi e... sogna (it) de Rosario Errico : le clochard
- 2003 : La luz prodigiosa de Miguel Hermoso (es) : Galápago

#### En tant que réalisateur
- 1963 : Les Amours difficiles (L'amore difficile), sketch  l'Aventure d'un soldat
- 1970 : Miracle à l'italienne (Per grazia ricevuta)
- 1981 : Nu de femme (Nudo di donna)

#### En tant que scénariste
- 1982 : Testa o croce (Testa o croce) de Nanni Loy

### Télévision

#### En tant qu'acteur
- 1954 : Orchestra delle quindici, série télévisée de Romolo Siena
- 1954 : Il successo, téléfilm de Franco Enriquez
- 1956 : Giallo in jazz, émission de Gino Magazù, animée par Corrado
- 1956 : L'Alfiere (it), téléfilm en 2 épisodes d'Anton Giulio Majano
- 1958 : Graditi ospiti, téléfilm de Mario Landi
- 1958 : I giocatori, téléfilm de Silverio Blasi

- 1972 : Les Aventures de Pinocchio (Le avventure di Pinocchio), téléfilm en 6 épisodes de Luigi Comencini : Geppetto

- 1989 : Io Jane, tu Tarzan, téléfilm d'Enzo Trapani

- 1991 : Julianus barát, série télévisée (3 épisodes) de Gábor Koltay
- 1993 : Un commissaire à Rome (it) (Un commissario a Roma), série télévisée (10 épisodes) de Luca Manfredi, Ignazio Agosta et Roberto Giannarelli
- 1997-2000 : Linda e il brigadiere (it), série télévisée (16 épisodes) d'Alberto Simone et Gianfrancesco Lazotti
- 1998 : Dio ci ha creato gratis, téléfilm en 2 épisodes d'Angelo Antonucci
- 1999 : Meglio tardi che mai, téléfilm de Luca Manfredi

- 2000 : Una storia qualunque, téléfilm d'Alberto Simone
- 2002 : Le ragioni del cuore, téléfilm d'Anna Di Francisca, Luca Manfredi et Alberto Simone
- 2002 : Un difetto di famiglia, téléfilm d'Alberto Simone
- 2003 : Chiaroscuro, série télévisée de Tomaso Sherman
- 2003 : La notte di Pasquino, téléfilm de Luigi Magni
- 2003 : Un posto tranquillo, série télévisée de Luca Manfredi

#### Émissions de variétés (Rai)

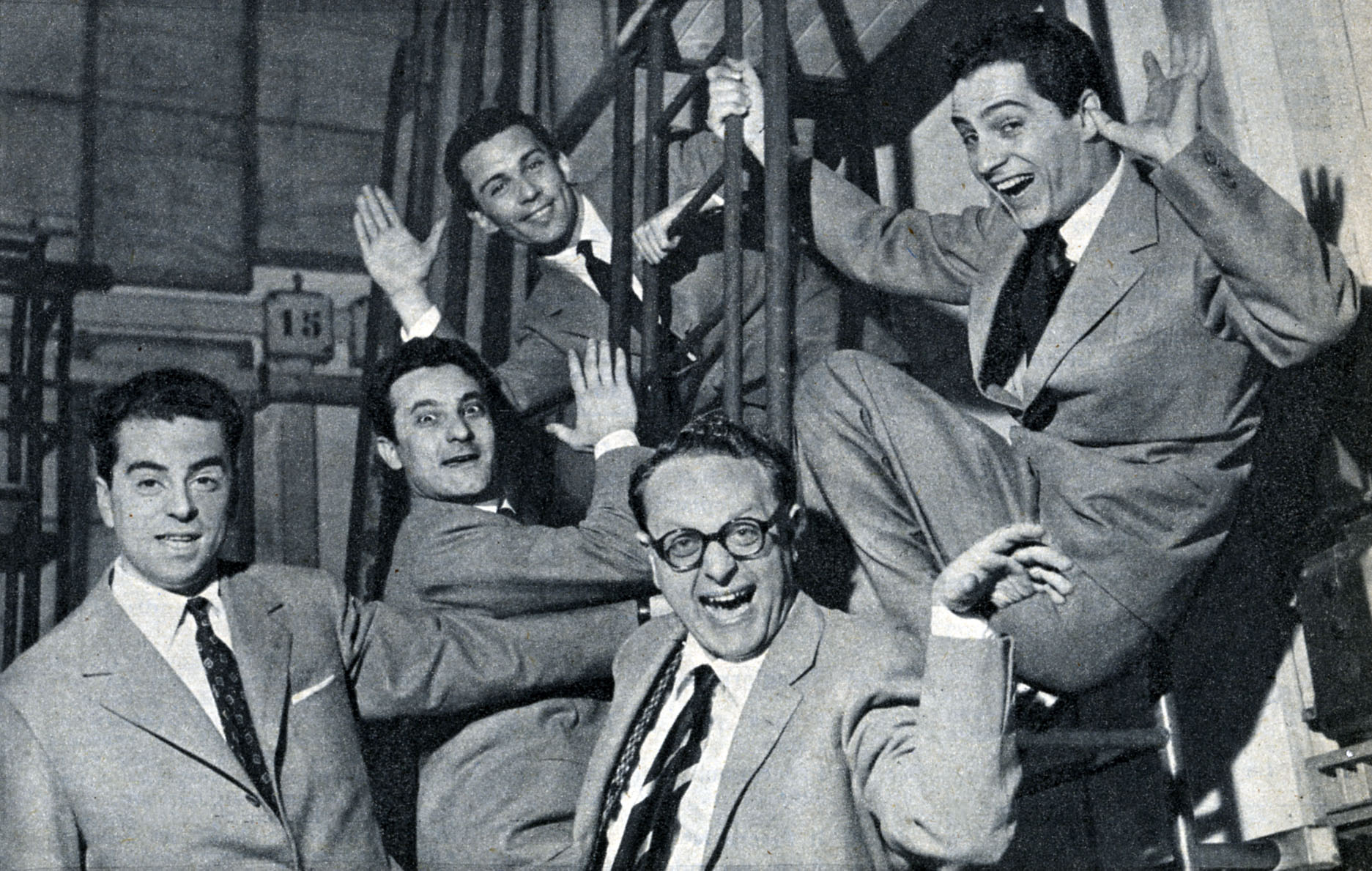
Manfredi (à droite) avec Raffaele Pisu, Pierluigi Pelitti, Paolo Ferrari et Gianni Bonagura dans la revue de la Rai à Rome en 1954

- 1954 : Canzoni da guardare, avec Tina De Mola, Elena Giusti, Carlo Dapporto, Ray Martin, Rino Salviati, Gianni Bonagura, Paolo Ferrari, Nino Manfredi, Raffaele Pisu
- 1955 : Fuori programma, émission musicale de variétés présentée par Elio Pandolfi, Raffaele Pisu et Nino Manfredi, mise en scène de Vito Molinari
- 1956 : La piazzetta, con Diana Dei, Alba Arnova, Paolo Ferrari, Nino Manfredi
- 1959-1960 : Canzonissima de Garinei et Giovannini en collaboration avec Dino Verde et Lina Wertmüller, mise en scène d'Antonello Falqui, orchestre dirigé par Bruno Canfora, avec Delia Scala, Nino Manfredi et Paolo Panelli, choréographie de Don Lurio
- 1960 : Momento magico, avec Nino Manfredi, supervisé par Mino Caudana et Nino Conti, mise en scène d'Enzo Trapani
- 1961 : Spettacolo di Varietà, mise en scène d'Antonello Falqui, orchestre dirigé par Gorni Kramer, présenté par Nino Manfred au Teatro Impero de Varèse
- 1989 : Gran galà per Hanna & Barbera, avec Maria Teresa Ruta, Ciccio Ingrassia et Franco Franchi.
- 1998 : L'Attesa, émission spéciale de Noël avec La Banda dello Zecchino

### Doublage
- Robert Mitchum dans Surprise-partie :
- Bud Abbott dans Deux Nigauds en Afrique :
- Marcello Mastroianni dans Paris est toujours Paris et Les Fiancés de Rome
- Gérard Philipe dans Fanfan la Tulipe et Les Belles de nuit :
- Renato Salvatori dans Un dimanche romain
- Franco Fabrizi dans Les Vitelloni :
- Antonio Cifariello dans La Belle de Rome
- Sergio Raimondi dans Piccola posta
- Alberto De Amicis dans Il bidone
- Earl Holliman dans Planète interdite
- Ennio Girolami dans Les Nuits de Cabiria
- Mike Bongiorno dans Les Milliardaires
- Antonio La Raina dans Pain, amour, ainsi soit-il
- Florindo Stocchi dans Les Héros du dimanche
- Giorgio Berti dans Un héros de notre temps
- L'apetta Giulia e la signora Vita (it) : Bobo
- Totò, Fabrizi e i giovani d'oggi : le narrateur

## Radio

### Émissions de variétés (Rai)
- 1953 : Facciamo la rivista, émission de variétés hebdomadaire de Guasta, Ricci et Romano, réalisée par Silvio Gigli
- 1954 : Zibaldone n. 7, émission de variétés avec Nino Mafredi, Gianna Piaz et Paolo Ferrari
- 1955 : Allegretto, revue de Romildo Craveri, mise en scène par Guglielmo Morandi
- 1955 : Il ventilatore, revue d'Antonio Amurri et Castaldo, mise en scène de Gino Magazù
- 1955 : Trasmissione Primavera, Incontro con i giovani d'oggi, présenté par Nino Manfredi, Gianni Bonaugura et Edmonda Aldini, ensemble dirigé par Aurelio Ciarallo
- 1955 : Il parapioggia, spectacle de variétés d'Antonio Amurri et Castaldo, mis en scène par Gino Magazù
- 1955-1956 : Rosso e nero n° 2 de Faele, Antonio Amurri, Sergio Ricci et Carlo Romano, direction radiophonique de Riccardo Mantoni, orchestre dirigé par Riz Ortolani, présenté par Nino Manfredi, Paolo Ferrari et Gianni Bonagura avec Corrado
- 1955-1956 : Il labirinto de Mario Brancacci, Dino Verde, Bernardino Zapponi, mis en scène par Nino Meloni, avec Nino Manfredi et Isa Bellini accompagnés de la Compagnia del teatro comico musicale di Roma
- 1956 : Programma del mattino, variété radiophonique avec Nino Manfredi et Isa Bellini

### Dramatiques (Rai)
- 1950 : Angeli e colori de Carlo Linati, mise en scène de Pietro Masserano Taricco
- 1950 : La Waterloo del signor Pratt, comédie de Gielguld et Wade, mise en scène de Pietro Masserano Taricco
- 1950 : Six Personnages en quête d'auteur (Sei personaggi in cerca d'autore) de Luigi Pirandello, mise en scène d'Orazio Costa
- 1951 : Vita di Pulcinella, comédie de Nepomucene Jonquille, mise en scène de Anton Giulio Majano
- 1951 : Displaced persons, comédie de Vito Blasi et Anna Maria Meneghini, mise en scène de Franco Rossi
- 1951 : La Maison des veufs (Le case del vedovo), de George Bernard Shaw, mise en scène d'Orazio Costa
- 1951 : L'Exception et la Règle (L'eccezione e la regola), de Bertolt Brecht, mise en scène d'Eric Bentley
- 1951 : Scontro nella notte, drame de Clifford Odets. avec Tino Buazzelli, Anna Proclemer et Nino Manfredi, mise en scène de Mario Ferrero
- 1951 : Gli allegri pezzenti, de Robert Burns, mise en scène de Anton Giulio Majano
- 1952 : La domenica della buona gente, radiodramma di Vasco Pratolini et Gian Domenico Giagni, mise en scène d'Anton Giulio Majano
- 1956 : Giallo in jazz, de Gino Magazù, con Stefano Sibaldi, Luisa Rossi, Nino Manfredi
- 1953 : Le Revizor (L'ispettore generale), de Nicolas Gogol avec Nino Manfredi et Bice Valori, mise en scène d'Anton Giulio Majano
- 1956 : Le preziose ridicole, de Molière, mise en scène de Marco Visconti
- 1958 : L'opera dei mendicanti, de John Gay, musique de Benjamin Britten, mise en scène de Nino Meloni

## Discographie

### Albums studios
- 1971 : Per grazia ricevuta (avec Guido et Maurizio De Angelis)
- 1971 : Trastevere (avec Guido et Maurizio De Angelis)
- 1972 : Nino Manfredi
- 1976 : Tanto pe' cantà
- 1982 : Nino Manfredi Hit Parade International
- 2003 : I grandi successi (complation)

### Singles
- 1963 : Roma nun fa' la stupida stasera (avec Lea Massari)/Ballata di Rugantino (CAM (casa discografica)|CAM, CA-2467)
- 1965 : Queste parole son mandorle amare/Tu non sei madame Curie (RCA Italiana, PM-3315)
- 1970 : Tanto pe' cantà/Affaccete Nunziata (IT, ZT-7003)
- 1970 : Dialogo tra due elettori al disopra di ogni sospetto (avec Gianni Bonagura)/Noi siamo (chant d'Anna Casalino) (disque de propagande du parti socialiste italien)
- 1971 : Per grazia ricevuta/Me pizzica,... me mozzica (IT, ZT-7010)
- 1971 : W S.Eusebio (La processione)/Me pizzica,... me mozzica (IT, ZT-7014)
- 1971 : Trastevere/M'è nata all'improvviso una canzone (IT, ZT-7026)
- 1971 : Trastevere/M'è nata all'improvviso una canzone (IT, ZT-7030)
- 1972 : Storia di Pinocchio/Andrea Pinocchio (chant d'Andrea Balestri) (IT, ZT-7031)
- 1972 : Girolimoni/Fataltango (IT, ZT-7039)
- 1973 : Cuore con la 'Q'/Almeno una volta all'anno (IT, ZT-7042)
- 1978 : Tarzan lo fa/Tarzan lo fa (versione strumentale) (Fonit Cetra, SPB-55)
- 1979 : La panzanella/La panzanella (versione strumentale) (Pull, QSP-1027)
- 1980 : La pennichella/Lei non sa chi sono io! (Durium, LD AI-8080)
- 1982 : La frittata/La ballata di sedie e poltrone (CBS Italiana)|CBS, CBS A 2032)
- 1982 : Un filo/L'arpa di Soho
- 1983 : Canzone pulita/Canzone pulita (versione strumentale) (Best Sound, BS 101)
- 1983 : Che bello sta' co' te/Per Daniela (Adagio) (IT, ZBT 7349)
- 1991 : Viale del re/La ballata di Ciceruacchio (IT, VINX 259)
- 2014 : Non lasciare Roma (single numérique)

## Écrits
- Proverbi e altre cose romanesche, Quart, Musumeci, 1983.  (ISBN 88-7032-137-1).
- Viva gli sposi! Appunti di vita coniugale, Milan, Rizzoli, 1984.  (ISBN 88-07-14083-7).
- La vera alimentazione mediterranea, Quart, Musumeci, 1985.  (ISBN 88-7032-215-7).
- Nudo d'attore, en collaboration avec Antonio Cocchia, Milan, A. Mondadori, 1993.  (ISBN 88-04-33207-7).

## Distinctions

### Récompenses
- Rubans d'argent 1966 : Meilleur acteur pour Questa volta parliamo di uomini
- David di Donatello 1968 : Plaque d'or pour Les Russes ne boiront pas de Coca-Cola et Jeux d'adultes
- David di Donatello 1969 : Meilleur acteur pour Une poule, un train... et quelques monstres
- David di Donatello 1970 : Meilleur acteur pour Les Conspirateurs
- Rubans d'argent 1970 : Meilleur acteur pour Les Conspirateurs
- David di Donatello 1971 : David spécial
- Festival de Cannes 1971 : Meilleur premier film pour Miracle à l'italienne
- Globes d'or 1971 : Meilleur premier film pour Miracle à l'italienne
- Rubans d'argent 1971 : Meilleur sujet et meilleur scénario pour Miracle à l'italienne
- David di Donatello 1974 : Meilleur acteur pour Pain et Chocolat
- Globes d'or 1975 : prix pour l'ensemble de sa carrière
- David di Donatello 1976 : Meilleur scénario pour Attenti al buffone
- David di Donatello 1978 : Meilleur acteur pour Au nom du pape roi
- Rubans d'argent 1978 : Meilleur acteur pour Au nom du pape roi
- Rubans d'argent 1980 : Meilleur acteur pour Café express
- David di Donatello 1984 : plaque spéciale
- Globes d'or 1984 : Meilleur acteur pour Spaghetti House (it) et Testa o croce
- Globes d'or 1988 : Meilleur acteur pour Selon Ponce Pilate
- David di Donatello 1990 : prix Alitalia

### Nominations
- Rubans d'argent 1966 : Meilleur acteur pour Le Bourreau
- Rubans d'argent 1976 : Meilleur acteur pour Attenti al buffone
- Rubans d'argent 1977 : Meilleur acteur pour Affreux, sales et méchants
- Ciak d'oro 1986 : Meilleur acteur dans un second rôle pour Il tenente dei carabinieri (it)

## Hommages et postérité

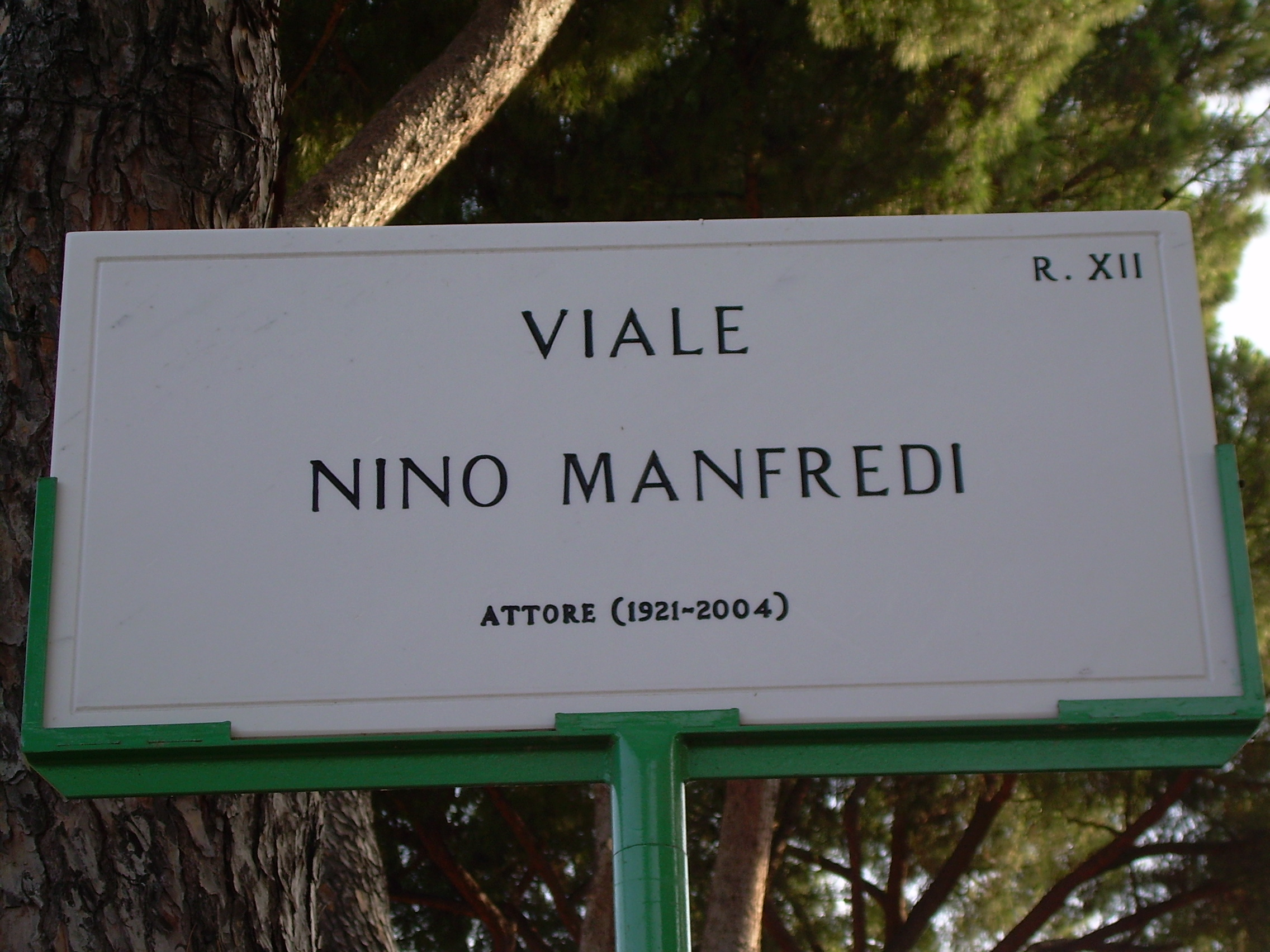
Plaque de l'avenue Nino-Manfredi dans le Jardin des Orangers à Rome.

- En 2003, à l'occasion de son dernier film La luz prodigiosa de l'espagnol Miguel Hermoso (es), présenté à la Mostra de Venise, il devait recevoir un prix spécial pour l'ensemble de sa carrière.
- Dans le quartier d'Ostie, un théâtre porte son nom, inauguré le 30 septembre 2005.
- En 2006, la ville de Rome a dédié à Manfredi une avenue du Jardin des Orangers.
- L'observatoire astronomique de Campocatino, lors d'une cérémonie qui s'est déroulée le 5 février 2007 dans la salle de l'administration provinciale de Frosinone, a renommé l'astéroïde 2002 NJ34 avec son nom, (73453) Ninomanfredi, en sa mémoire.
- À Pastena, en 2008, le prix Manfredi a été créé pour récompenser des personnalités du monde du spectacle, du sport et de la culture qui se sont distinguées par leur action et leur éthique professionnelle[66].
- Les Rubans d'argent, depuis 2009, ont un prix qui porte son nom[67].
- Le Monte-Carlo Film Festival de la Comédie (it) décerne un prix portant son nom à l'artiste le plus éclectique de l'année.
- La ville de Frosinone a lancé en 2011 le festival du film Nino Manfredi. Le prix principal de l'événement, le Nino d'oro, a également été dédié à Manfredi[68].
- La ville de Grosseto lui a dédié une rue dans le nouveau quartier de Casalone.
- Le 25 septembre 2017, la Rai a diffusé le film In arte Nino, consacré aux débuts de la carrière de Nino Manfredi[69].
- Le 21 juin 2014, la municipalité de Castro dei Volsci, sa ville natale, a donné son nom au centre culturel polyvalent et a mis en place une exposition permanente sur l'acteur au même endroit. Le même jour, les services postaux italiens lui ont consacré une oblitération spéciale.
- À l'occasion du dixième anniversaire de sa mort, en 2014, Manfredi a été commémoré par « Nino ! », une série d'événements organisés dans divers endroits, notamment à Rome, Paris, Los Angeles ou New York, qui comprenaient des rétrospectives, des expositions et la mise en scène d'une pièce de théâtre inédite de Manfredi[70].
- Le 22 mars 2021, à l'occasion du centenaire de sa naissance, la Rai lui consacre le documentaire Uno, nessuno, cento Nino, écrit et réalisé par son fils Luca Manfredi[71].
- Le 30 avril 2021, la poste italienne lui consacre un timbre d'une valeur de 1,10 € appartenant à la collection « Le eccellenze italiane dello spettacolo ».